# يو إف سي 40
يو إف سي 40: ثأر (بالإنجليزية: UFC 40: Vendetta)‏ هو حدث لفنون القتال المختلطة نظمته يو إف سي، أُقيم في 22 نوفمبر 2002، على إم جي إم جراند جاردن أرينا في لاس فيغاس، نيفادا، الولايات المتحدة.